# هديومة دقيقة الأهداب
هديومة دقيقة الأهداب (الاسم العلمي:Hedeoma ciliolata) هي نوع من النباتات تتبع جنس الهديومة من الفصيلة الشفوية.